# Christian Zoll (Politiker, 1993)
Christian Zoll (* 25. Mai 1993 in Dornbirn) ist ein österreichischer Politiker (ÖVP) und Jurist. Zoll war von 2015 bis 2019 einer der Vorsitzenden der Bundesjugendvertretung, der gesetzlichen Interessenvertretung von Kindern und Jugendlichen in Österreich. Ab Ende 2018 bis Juni 2023 war er einer der Vizepräsidenten der Youth of the European People’s Party (YEPP).

## Ausbildung
Christian Zoll wurde am 25. Mai 1993 in Dornbirn im österreichischen Bundesland Vorarlberg geboren und wuchs in der benachbarten Marktgemeinde Lustenau auf. Dort besuchte er auch das Bundesgymnasium Lustenau, an dem er 2011 maturierte. Während seiner Schulzeit war Zoll Schulsprecher am BG Lustenau sowie ab 2010 Landesschulsprecher für die allgemeinbildenden höheren Schulen in Vorarlberg. Im Anschluss daran absolvierte er den Zivildienst bei der Ortsstelle Lustenau des Österreichischen Roten Kreuzes. Zum Beginn des Studiums der Rechtswissenschaften an der Rechtswissenschaftlichen Fakultät der Universität Wien zog Zoll nach Wien. Im April 2018 schloss er das Studium an der Universität Wien mit der Sponsion zum Magister iuris (Mag. iur.) ab und absolvierte anschließend die Gerichtspraxis.
Beruflich war Christian Zoll von Jänner 2020 bis Juni 2021 im politischen Büro des Staatssekretärs im Umwelt- und Energieministerium, Magnus Brunner, tätig. Seit Juli 2021 leitet er als Geschäftsführer der Industriellenvereinigung Vorarlberg die Geschäfte der Interessenvertretung der Vorarlberger Industrieunternehmen. Am 14. Februar 2024 wurde bekannt, dass Zoll die Industriellenvereinigung im Sommer desselben Jahres verlassen und in die Geschäftsführung des Lustenauer Etiketten-Produzenten Carini wechseln werde.[veraltet]

## Politischer Werdegang
Bei der Jungen Volkspartei (JVP), der Jugendorganisation der Österreichischen Volkspartei (ÖVP), betätigte sich Christian Zoll zunächst in Funktionen in seiner Heimatgemeinde Lustenau. 2015 wurde er auf der Bundeskonferenz der Jungen Volkspartei einer der Stellvertreter des damaligen Bundesobmanns Sebastian Kurz. Ebenfalls im Jahr 2015 wurde Zoll von der Vollversammlung der Bundesjugendvertretung als einer der Vorsitzenden in deren vierköpfigem Vorsitz-Team gewählt. Die Bundesjugendvertretung ist die gesetzliche Interessenvertretung von Kindern und Jugendlichen sowie jungen Menschen bis zum 30. Lebensjahr in Österreich, der 53 Kinder- und Jugendorganisationen angehören. 2017 wurde er als BJV-Vorsitzender für eine erneute zweijährige Amtsperiode wiedergewählt. Ab 2016 engagierte sich Zoll darüber hinaus auch bei der Youth of the European People’s Party, der Jugendorganisation der Europäischen Volkspartei. Die Delegierten der YEPP-Mitgliedsorganisationen wählten ihn beim 12. Kongress der YEPP in Athen im November 2018 mit 91 % der Stimmen zum Vizepräsidenten.
Kurz danach, im Jänner 2019, präsentierten sowohl die Vorarlberger Volkspartei als auch die Junge Volkspartei Christian Zoll als ihren jeweiligen Spitzenkandidaten für die Europawahl in Österreich 2019. Österreichweit trat Zoll bei der Wahl zum Europäischen Parlament für die ÖVP auf Listenplatz 9 an. Bei der Wahl erreichte Christian Zoll bundesweit 7.946 Vorzugsstimmen und damit Platz 10 der ÖVP-internen Vorzugsstimmenreihung. Nachdem die Mandate der Volkspartei nach dieser Vorzugsstimmenreihung vergeben wurden, konnte Zoll keines der sieben Mandate der ÖVP erreichen.
Am 23. Jänner 2020 wurde Zoll von der Vorarlberger Volkspartei als Ersatzmitglied im österreichischen Bundesrat nominiert. Christian Zoll beerbte damit Christine Schwarz-Fuchs, die zuvor Ersatzmitglied für Magnus Brunner gewesen war und nach dessen Bestellung zum Staatssekretär Anfang Jänner 2020 für Brunner in den Bundesrat nachgerückt war. Seine Wahl zum Vorarlberger Ersatzmitglied des Bundesrats fand in der Landtagssitzung am 5. Februar 2020 statt.
Im Juni 2023 folgte ihm Sophia Kircher als Vizepräsidentin der YEPP nach.